# Diocesi di Cene
La diocesi di Cene (in latino Dioecesis Cenensis) è una sede soppressa e sede titolare della Chiesa cattolica.

## Storia
Cene, identificabile con l'isola di Kenais nell'odierna Tunisia, è un'antica sede episcopale della provincia romana della Mauritania Cesariense.
Di questa sede sono noti due soli vescovi, Bonifacio e Vindemio, che presero parte alla conferenza di Cartagine del 411, che vide riuniti assieme i vescovi cattolici e donatisti dell'Africa.
Nella vita di san Fulgenzio (VI secolo), il monaco Ferrando ricorda che il santo si ritirò in un monastero sull'isola. Scavi archeologici condotti nel 1941 hanno portato alla luce evidenze e reperti identificabili con il monastero di cui parla il biografo del vescovo di Ruspe.
Dal 1933 Cene è annoverata tra le sedi vescovili titolari della Chiesa cattolica; dal 20 settembre 2023 il vescovo titolare è Odair Miguel Gonsalves dos Santos, C.M., vescovo ausiliare di Porto Alegre.

## Cronotassi

### Vescovi
- Bonifacio † (menzionato nel 411)
  - Vindemio † (menzionato nel 411) (vescovo donatista)

### Vescovi titolari
- Antoon van Oorschoot, M.Afr. † (14 luglio 1949 - 25 marzo 1953 nominato vescovo di Mbeya)
- John Joseph Scanlan † (8 luglio 1954 - 6 marzo 1968 nominato vescovo di Honolulu)
- John Joseph Fitzpatrick † (24 giugno 1968 - 27 aprile 1971 nominato vescovo di Brownsville)
- John Robert Roach † (12 luglio 1971 - 28 maggio 1975 nominato arcivescovo di Saint Paul e Minneapolis)
- Carlos Alberto Etchandy Gimeno Navarro † (24 ottobre 1975 - 29 agosto 1981 nominato vescovo di Campos)
- José de Jesús Nuñez Viloria † (8 gennaio 1982 - 13 gennaio 1987 nominato vescovo di Ciudad Guayana)
- Amédée (Antoine-Marie) Grab, O.S.B. † (3 febbraio 1987 - 9 novembre 1995 nominato vescovo di Losanna, Ginevra e Friburgo)
- Amancio Escapa Aparicio, O.C.D. † (31 maggio 1996 - 5 maggio 2017 deceduto)
- Sergi Gordo Rodríguez (19 giugno 2017 - 13 luglio 2023 nominato vescovo di Tortosa)
- Odair Miguel Gonsalves dos Santos, C.M., dal 20 settembre 2023